# Eristalinus cacops
Eristalinus cacops är en tvåvingeart som först beskrevs av Hull 1964.  Eristalinus cacops ingår i släktet slamflugor, och familjen blomflugor. Inga underarter finns listade i Catalogue of Life.